# Jacques Lamarie
Jean Jacques Lamarie (Nantes1750-Nantes 1833) fue un escultor francés.

## Biografía
Alumno de Nicolas-Sébastien Adam en la Académie royale de peinture et de sculpture.
El 26 de marzo de 1774 obtiene la 3ª medalla del quartier de la Academia Royal.
El 4 de marzo de 1775, tras examinar los modelados del natural Lamarie es admitido para optar al Premio. El 31 de marzo pasa otro corte, en las actas de la Academia se dice que los trabajos presentados son en general muy flojos. La asamblea decide mostrarse ecuánime y permite pasar a tres escultores. El director M. Pierre no se pronuncia.
En los años sucesivos Lamarie vuelve a optar al Gran Prix, repitiéndose el proceso eliminatorio en los años 1776, 1777 y 1778.
El 28 de agosto de 1778 se reúne la asamblea de la Academia real para examinar los trabajos presentados por los alumnos para el Premio de Roma. Se dictaminan los ganadores del año 1777 y 1778. Jacques Lamarie es galardonado con el Primer Premio de Escultura de 1778, el segundo Premio fue para Louis Pierre Deseine. En ese momento Lamarie tenía 28 años.

### En Roma
Bajo la influencia del director Joseph-Marie Vien, el método formativo de la Academia se aproximó al clasicismo. Así el primer año de estancia, se dedicaba al dibujo de esculturas y relieves de la antigüedad. El estilo natural de Jacques Lamarie estaba inicialmente más próximo al Neoclasicismo, mientras que David estaba influido por la estética del Rococó. Parece ser que fue Lamarie el que instruyó a David en el uso de los contornos y contrastes menos marcados, con un uso restringido de las sombras en el dibujo., al tiempo que le empujaba al estudio profundo de los relieves de la Columna de Trajano del modelo en escayola que se guardaba en el Palacio Manzini.

### La Revolución
Jacques Lamarie se propone hacer una alegoría para conmemorar los acontecimientos prerrevolucionarios que tuvieron lugar en Nantes, al final del año 1788. Para realizarlo se reúne con dos viejos condiscípulos de Nantes, reunidos durante el periodo romano: el pintor David y el arquitecto Mathurin Crucy. El proyecto demuestra los ideales revolucionarios de los tres artistas, aunque la obra no llega a realizarse.

### Regreso aNantes
Instala su taller en el antiguo convento de los Cordeliers, que había sido cerrado en 1791. El edificio se hallaba en la actual rue des Cordeliers y actualmente ha desaparecido.
Lamarie fallece en Nantes en el año 1833

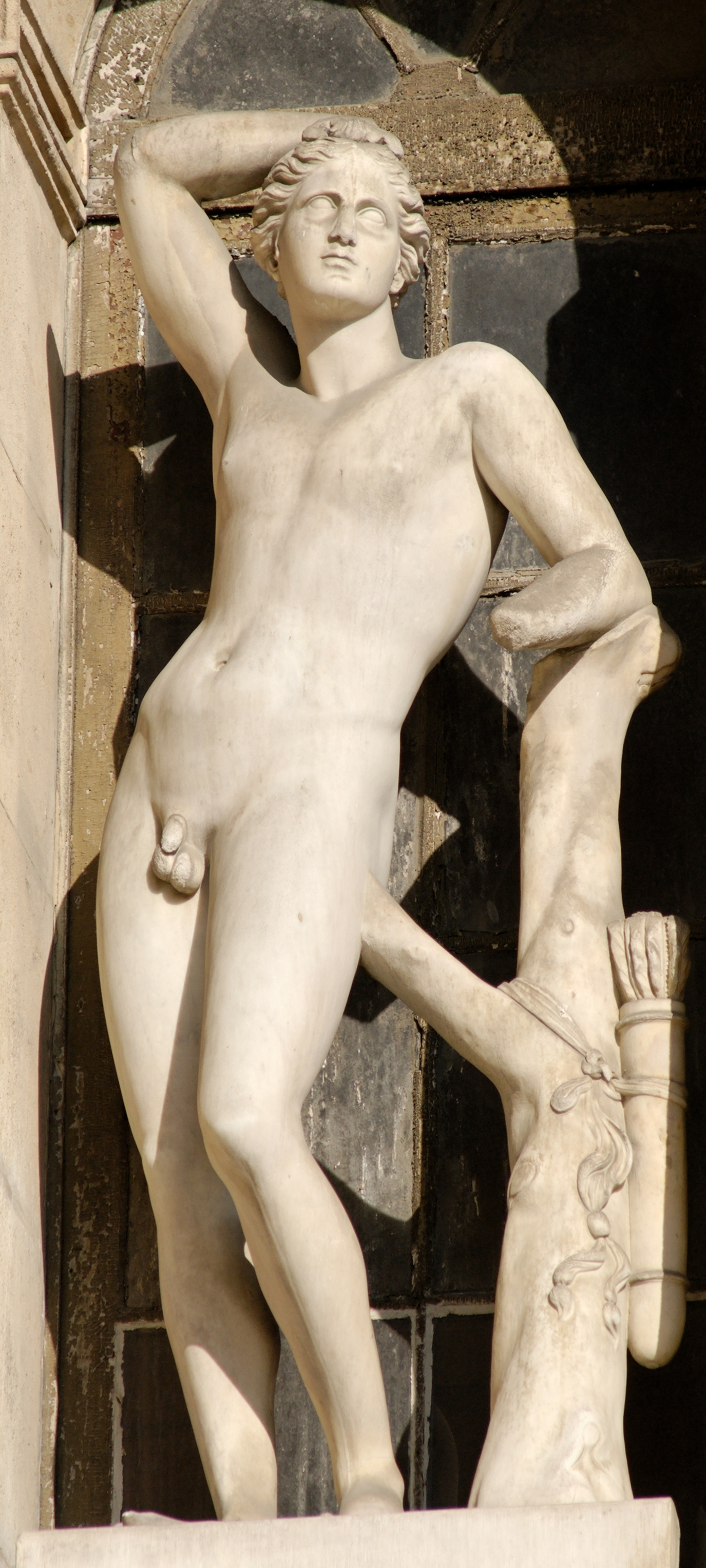
Apolo del, copia del romano, actualmente en la Galeria degli Uffizi Florencia. Primera planta, fachada Oeste del Cour Carrée en el palacio del Louvre, Paris.

## Obras

### Dibujo
- Figura de Neptuno, Dibujo-Acuarela, Tinta (pluma)/sobre papel (31x19 cm)

### Escultura
- Figura de Neptuno, figura en bajo relieve realizado en Roma. Enviado a París en 1780. Los miembros de la Academia en París lo tacharon de pesado y amanerado.[12]

- Apolo, (1781), copia en mármol del Apollino de Florencia o “Apollino Médici”, realizada en Roma, trasladada al Palacio de las Tullerías. París, museo del Louvre, département des Sculptures, MR 1895. Actualmente en depósito del Museo nacional del Castillo de Fontainebleau.[13][14]